# Atlantic Avenue – Barclays Center (métro de New York)
Pour les articles homonymes, voir Atlantic Avenue (homonymie) et Barclays Center.
Atlantic Avenue – Barclays Center est une station souterraine du métro de New York située dans le quartier de Downtown dans l'arrondissement de Brooklyn. Elle est située sur trois lignes (au sens de tronçons du réseau) : l'IRT Eastern Parkway Line (métros rouges et verts) issue du réseau de l'ancienne Interborough Rapid Transit Company (IRT), et la BMT Fourth Avenue Line et la BMT Brighton Line (métros jaunes et orange) issues du réseau de l'ancienne Brooklyn-Manhattan Transit Corporation (BMT). Sur la base de la fréquentation, la station figurait au 25e rang sur 421 en 2012, et constituait la station la plus fréquentée de Brooklyn. Depuis 1980, la salle de contrôle figure sur le Registre national des lieux historiques où elle a été rejointe par le complexe en 2004.
Au total, neuf services y circulent (ce qui en fait la deuxième station en nombre de dessertes après celle de Times Square – 42nd Street/42nd Street – Port Authority Bus Terminal qui en compte douze) :
- les métros 2, 4, D, N et Q y transitent 24/7 ;
- les métros 3 et R s'y arrêtent tout le temps sauf la nuit (late nights) ;
- les métros 5 et B y circulent uniquement en semaine.